# Stick (Polo)

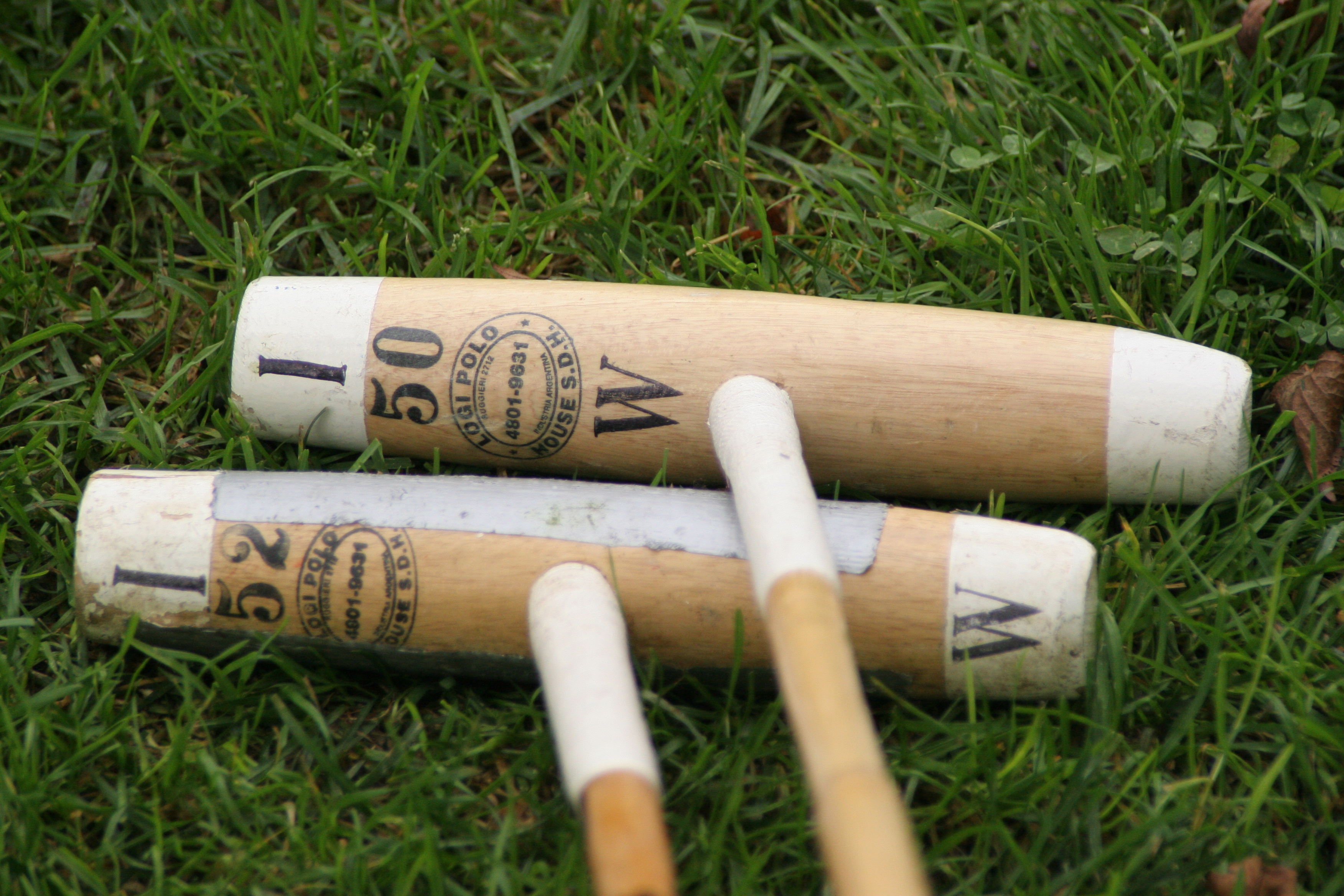
Zigarren von zwei Polomallets

Ein Schläger zum Vorantreiben des Balles im Polo wird Stick oder Mallet genannt. Er wird klassisch aus Bambus gefertigt. Es existieren aber auch Sticks aus Weidenhölzern oder „moderne“ Schläger aus glasfaserverstärktem Kunststoff.
Der Stick schließt am unteren Ende mit einem Schlägerkopf ab, der auch „Zigarre“ genannt wird. Die Länge des Schlägers liegt zwischen 48 und 54 Inches (120 und 137 cm) und wird auf der Zigarre des Schlägers angegeben.
Der Schlägerkopf kann in Formgebung und Gewicht variieren und wiegt zwischen 160 und 250 g. Er ist zum Stiel leicht angewinkelt, um so beim Schlag parallel zum Untergrund den Ball zu treffen.
Meist werden die Initialen des Besitzers auf die Zigarre aufgebracht, um Verwechslungen zu vermeiden.
Geführt wird der Stick ausschließlich mit der rechten Hand – auch von Linkshändern.